# Hallerndorf
Hallerndorf è un comune tedesco di 3 937 abitanti, situato nel land della Baviera.